# Michael Posner (Psychologe)

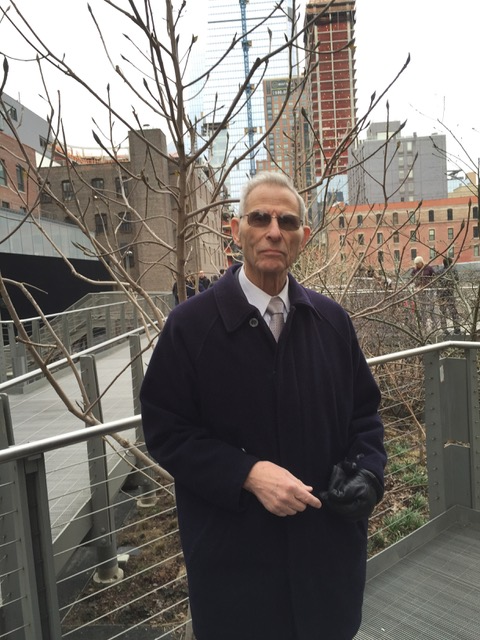
Michael Posner, 2017

Michael I. Posner (* 12. September 1936) ist ein US-amerikanischer Psychologe und Kognitionswissenschaftler.

## Leben
Posner studierte an der University of Washington mit dem Master-Abschluss und wurde an der  University of Michigan promoviert. Er war bis zur Emeritierung Professor an der University of Oregon. Außerdem ist er Adjunct Professor am Weill Cornell Medical College in New York, wo er Gründungsdirektor des Sackler Institute for Developmental Psychobiology war.

## Werk
Posner befasste sich mit Aufmerksamkeit bei visueller räumlicher Suche (unter anderem  Spatial-Cueing-Paradigma bzw. Posner Cueing Task, die die Fähigkeit einer Person misst ihre Aufmerksamkeit auf etwas anderes zu richten), Lesen und Zahlenrechnen. Er entwickelte die Methode der Mentalen Chronometrie von Frans Donders weiter (dargelegt in seinem Buch Chronometric Explorations of Mind von 1976), wobei einzelne kognitive Prozesse unterschieden werden durch Vergleich von Aufgaben mit oder ohne diesen Prozess (zum Beispiel Letter Matching Task als Beispiel elementarer kognitiver Aufgaben). Er untersuchte auch die Lokalisierung kognitiver Funktionen im Gehirn mit PET (und anderen bildgebenden Verfahren) und die Veränderung der Muster von Gehirnaktivität bei zunehmend komplexen Aufgaben. Er untersucht auch genetische und Umwelt-Einflüsse auf die Ausbildung der Aufmerksamkeitsfunktionen im Gehirn und das Training von Aufmerksamkeit bei Kindern und Jugendlichen. Er beschrieb mit Yoav Cohen zuerst Inhibition of return.

## Ehrungen
1998 erhielt er den Karl Spencer Lashley Award, 1999 den Pasarow Award, 2001 den Grawemeyer Award (mit Marcus Raichle und Steven Petersen) in Psychologie, 2008 die National Medal of Science und 2012 den John J. Carty Award für herausragende Beiträge für das Verständnis räumlicher Aufmerksamkeit und für Pionieruntersuchungen der neuralen Basis von Kognition mit nicht-invasiven funktionalen Bildgebungsverfahren für das Gehirn. 2008 hielt er die erste Paul B. Baltes Vorlesung der Berlin-Brandenburgischen Akademie der Wissenschaften (Vortrag: Executive attention: Its origins, development, and functions). 2004 wurde er mit dem George A. Miller Prize in Cognitive Neuroscience ausgezeichnet.
Er ist Mitglied der American Academy of Arts and Sciences, der American Association for the Advancement of Science und der National Academy of Sciences. 2014 wurde er korrespondierender Fellow der British Academy.

## Schriften (Auswahl)
- Cognition: an introduction, Scott Foresman 1973
  - Deutsche Übersetzung: Kognitive Psychologie, München: Juventa Verlag 1976
- Chronometric Explorations of Mind, Hillsdale: Lawrence Erlbaum 1976
- mit Marcus Raichle: Images of Mind, Scientific American Books 1994
  - Deutsche Ausgabe:  Bilder des Geistes : Hirnforscher auf den Spuren des Denkens, Spektrum Akademischer Verlag 1996
- mit M. K. Rothbart u. a.: Training, maturation and genetic influences on the development of executive attention. Proc. Nat. Acad. Sci., Band 102, 2005, S. 14931–14936.
- mit Mary K. Rothbart:  Educating the Human Brain, American Psychological Association 2007
- mit Y. Tang: Attention training and Attention State Training, Trends in Cognitive Science, Band 13, 2009, S. 222–227.
- Herausgeber: Cognitive Neuroscience of Attention, Guilford Press, 2. Auflage 2011
- mit S. E. Petersen: The attention system of the human brain: 20 years after, Annual Review of Neuroscience, Band 35, 2012, S. 71–89.
- mit M. K.  Rothbart, B. E. Sheese, P. Voelker: Developing Attention: Behavioral and Brain Mechanisms, Advances in Neuroscience 2014
- Tang, Yi-Yuan, Britta K. Hölzel, and Michael I. Posner: The neuroscience of mindfulness meditation. Nature reviews neuroscience 16.4 (2015): 213–225.
- mit A. P. Weible u. a.: Rhythmic brain stimulation reduces anxiety-related behavior in a mouse model based on meditation training, Proc. Nat. Acad. Sci., Band 114, 2017, S. 2532–2537, PMID 28223484
- Michael I. Posner, Mary K. Rothbart: Fifty years integrating neurobiology and psychology to study attention, Biological Psychology, Volume 180, 2023, 108574, https://doi.org/10.1016/j.biopsycho.2023.108574.